# Johannes Beilmann
Johannes Beilmann (* 1873 in Vollmer, Oblast Saratow; † 25. Januar 1940 im Gulag BelBaltLag) war ein deutsch-russischer römisch-katholischer Geistlicher und Märtyrer. Er ist nicht zu verwechseln mit dem gleichnamigen und am gleichen Ort geborenen Geistlichen Johannes Beilmann (1847–1903).

## Leben
Johannes Beilmann stammte aus einer wolgadeutschen Familie des Bistums Tiraspol. Er besuchte das Priesterseminar in Saratow und wurde 1897 zum Priester geweiht. Die Stationen seines Wirkens waren  Georgsburg im Gouvernement Jekaterinoslaw, Husaren/Jelschanka, Rosental, Fürstendorf/Roschdestwenskoje, Marienburg, Seelmann, Obermonjou und Odessa. Nach einer ersten Verhaftung und Freilassung 1923 wurde er 1930 erneut festgenommen und in das Moskauer Gefängnis Butyrka gebracht. Zwischen 1931 und 1934 ging er durch verschiedene russische Gefängnisse, durfte sich dann in Woronesch niederlassen, wurde aber am 4. Januar 1935 wiederum verhaftet und zu 8 Jahren Straflager verurteilt. Er kam zuerst in den Gulag Kusema bei Kirow und starb im Januar 1940 beim Bau des Weißmeer-Ostsee-Kanals.

## Gedenken
Die Römisch-katholische Kirche in Deutschland nahm Pfarrer Johannes Beilmann als Märtyrer in das deutsche Martyrologium des 20. Jahrhunderts auf.